# Gvia HaMedina 2012-2013
La Coppa d'Israele 2012-2013 (in ebraico 2012-2013 גביע המדינה, Gvia HaMedina 2012-2013, cioè "Coppa di Stato 2012-2013") è l'80ª edizione della competizione, la 59ª dalla nascita dello Stato di Israele. Il torneo è iniziato il 31 agosto 2012 e si è concluso l'8 maggio 2013, con il successo dell'Hapoel Ramat Gan (vincitore per la seconda volta nella propria storia) nella finale, disputata al Netanya Stadium di Netanya, contro l'Ironi Kiryat Shmona. La squadra vincitrice ha guadagnato l'accesso al terzo turno di qualificazione della UEFA Europa League 2013-2014.

## Settimo turno
Al torneo hanno preso parte tutte le squadre iscritte all'IFA. Per ragioni di semplicità, i primi sei turni sono qui pretermessi.
Le partite del settimo turno si sono giocate il 1º e il 2 gennaio 2013 e hanno visto di fronte le 16 vincitrici del sesto turno contro 12 delle 16 partecipanti alla Liga Leumit.
| Squadra 1                | Risultato         | Squadra 2             |
| ------------------------ | ----------------- | --------------------- |
| Hapoel Lod               | 1 – 3             | Hapoel Asi Gilboa     |
| Hapoel Daliyat al-Karmel | 0 – 2             | Beitar Tel Aviv Ramla |
| Hapoel Ortodoxim Giaffa  | 0 – 3 (suppl.)    | Sektzia Ness Ziona    |
| Maccabi Ma'alot-Tarshiha | 1 – 3             | Maccabi Umm al-Fahm   |
| Maccabi Kabilio Giaffa   | 1 – 1 3 – 4 (tdr) | Nazareth Illit        |
| Hapoel Azor              | 3 – 2 (suppl.)    | Hakoah Ramat Gan      |
| Shimshon Kafr Tayibe     | 1 – 6             | Maccabi Ahi Nazaret   |
| H. Rishon LeZion         | 2 – 0             | Hapoel Katamon G.     |
| Hapoel Gerusalemme       | 0 – 0 2 – 3 (dtr) | Hapoel Afula          |
| Hapoel Herzliya          | 2 – 1             | Beitar Kfar Saba      |
| Hapoel Kfar Saba         | 3 – 1             | Karmiel Safied        |
| Hapoel Ashkelon          | 4 – 1             | Ironi Kiryat Gat      |
| Ahva Umm al-Fahm         | 0 – 1             | Beitar Nahariya       |
| Hapoel Ra'anana          | 2 – 0             | Maccabi Petah Tiqwa   |

## Ottavo turno
L'ottavo turno ha messo di fronte le vincitrici del turno precedente insieme con le rimanenti 4 partecipanti alla Liga Leumit 2012-2013 e le 16 squadre della Ligat ha'Al 2012-2013.
Le partite si sono disputate il 29 e il 30 gennaio 2013.
| Squadra 1             | Risultato         | Squadra 2           |
| --------------------- | ----------------- | ------------------- |
| Hapoel Asi Gilboa     | 1 – 0             | Hapoel Petah Tiqwa  |
| Sektzia Ness Ziona    | 0 – 5             | Hapoel Ra'anana     |
| Ironi R. HaSharon     | 1 – 2             | Maccabi Yavne       |
| Hapoel Akko           | 1 – 2             | Hapoel Afula        |
| H. Rishon LeZion      | 2 – 1             | Maccabi Ahi Nazaret |
| Beitar Gerusalemme    | 5 – 0             | Maccabi Umm al-Fahm |
| Hapoel Ashkelon       | 6 – 1             | Beitar Nahariya     |
| Beitar Tel Aviv Ramla | 0 – 1             | Hapoel Bnei Lod     |
| Maccabi Netanya       | 0 – 2             | Maccabi Tel Aviv    |
| Nazareth Illit        | 1 – 1 2 – 4 (dtr) | Bnei Sakhnin        |
| Hapoel Herzliya       | 0 – 4             | Ironi K. Shmona     |
| Hapoel Kfar Saba      | 2 – 1 (suppl.)    | Maccabi Herzliya    |
| Hapoel Ramat Gan      | 2 – 0             | Ashdod              |
| Bnei Yehuda           | 0 – 2             | Hapoel Haifa        |
| Hapoel Azor           | 0 – 4             | Maccabi Haifa       |
| Hapoel Be'er Sheva    | 1 – 2 (suppl.)    | Hapoel Tel Aviv     |

## Ottavi di finale
Le 16 vincitrici del turno precedente si sono affrontate negli ottavi di finale, disputatisi il 26 e il 27 febbraio 2013.
| Squadra 1         | Risultato         | Squadra 2          |
| ----------------- | ----------------- | ------------------ |
| Hapoel Ramat Gan  | 5 – 3 (suppl.)    | Hapoel Afula       |
| Hapoel Kfar Saba  | 0 – 1             | Hapoel Tel Aviv    |
| Hapoel Bnei Lod   | 2 – 3             | Bnei Sakhnin       |
| H. Rishon LeZion  | 2 – 2 4 – 3 (dtr) | Hapoel Ra'anana    |
| Maccabi Haifa     | 2 – 1             | Hapoel Haifa       |
| Hapoel Asi Gilboa | 1 – 1 4 – 2 (dtr) | Hapoel Ashkelon    |
| Maccabi Tel Aviv  | 0 – 2             | Beitar Gerusalemme |
| Ironi K. Shmona   | 2 – 0             | Maccabi Yavne      |

## Quarti di finale
I quarti di finale sono stati disputati il 12 e il 13 marzo 2013.
| Squadra 1          | Risultato | Squadra 2        |
| ------------------ | --------- | ---------------- |
| Hapoel Asi Gilboa  | 1 – 2     | Hapoel Ramat Gan |
| Bnei Sakhnin       | 1 – 3     | Ironi K. Shmona  |
| H. Rishon LeZion   | 1 – 0     | Hapoel Tel Aviv  |
| Beitar Gerusalemme | 0 – 3     | Maccabi Haifa    |

## Semifinali
Le partite si sono disputate il 17 aprile 2013.
| Squadra 1        | Risultato | Squadra 2        |
| ---------------- | --------- | ---------------- |
| Maccabi Haifa    | 1 – 2     | Ironi K. Shmona  |
| Hapoel Ramat Gan | 2 – 1     | H. Rishon LeZion |

## Finale
| Arbitro: | Eytan Tbryzy |

|                                |                      |                           |
| Abuhatzira 17’                 | Marcatori            | 52’ Buchsenbaum           |
| Solari Gabai Hasarma Einbinder | Tiri di rigore 2 – 4 | Goga Reuben Burgič Zaguri |